# Ivan Kral
Ivan Kral (Praga, 12 maggio 1948 – Michigan, 2 febbraio 2020) è stato un compositore, polistrumentista, produttore discografico  e cantautore ceco naturalizzato statunitense.
Le sue canzoni sono state registrate da artisti o gruppi come U2, David Bowie, Pearl Jam, Patti Smith, Iggy Pop, Simple Minds, Téléphone, John Waite e molti altri.

## Discografia parziale
- 1995 - Nostalgia
- 1996 - Looking Back
- 1999 - ..."dancing barefoot"
- 2001 - Photoalbum
- 2005 - Bang Bang!

## Filmografia
- Deliberately Raw: Iggy & the Stooges (1973)
- Rat (Patti Smith Group) (1976)
- Raven (Patti Smith Group) (1977)
- Rabbit (Patti Smith Group) (1979)

### Regista
- Night Lunch (1975)[1]
- The Blank Generation (1976)[2]
- Iggy and the Stooges: Live at Academy of Music New York City (2011) [3][4]